# Lenny Abrahamson
Lenny Abrahamson és un director de cinema irlandès, nascut el 30 de novembre de 1966 a Dublín. És conegut per les pel·lícules Frank i Room.

## Biografia
Lenny Abrahamson neix a Dublín a Irlanda. Amb vint anys, aconsegueix una borsa d'estudis per la Universitat Stanford. Tanmateix, fracassa i decideix  tornar a Irlanda. Durant aquest període, dirigeix espots publicitaris per la marca de cervesa Carlsberg.
Abrahamson realitza la seva primera pel·lícula l'any 2004. Titulada "Adam & Paul", una comèdia negra sobre drogats que prenen l'heroïna. Però és el 2007 quan el director irlandès es dona a conèixer amb "Garage", posant en escena Pat Shortt que treballa en una estació de servei en la Irlanda rural. Les seves dues primeres direccions són premiades amb un IFTA, l'equivalent dels Césars a Irlanda. El 2012, Abrahamson treu la seva tercera pel·lícula, titulada "What Richard Did", el més gran èxit irlandès de l'any i recompensat també amb un IFTA.
Dos anys més tard, torna amb Frank. Aquesta pel·lícula és un biopic sobre l'artista Frank Sidebottom, interpretat per Michael Fassbender. El 2015, Abrahamson dirigeix Room, adaptació de la novel·la de Emma Donoghue, amb Brie Larson.

## Filmografia
Les seves pel·lícules més destacades són:

### Cinema
- 2004: Adam & Paul
- 2007: Garatge
- 2012: What Richard Did
- 2014: Frank
- 2015: Room

### Televisió
- 2007: Prosperty
- 2020: Gent normal

## Premis i nominacions

### Premis
- 2004: Irish Film and Television Awards: Millor director per Adam & Paul[3]
- 2007: Irish Film and Television Awards: Millor director per Garatge
- 2007: Irish Film and Television Awards: Millor director per una sèrie de televisió per Prosperty
- 2012: Irish Film and Television Awards: Millor director per What Richard Did

### Nominacions
- 2007: Festival de Canes: Premi Art Cinema Award per Garatge